# Dotterbloemgrasland

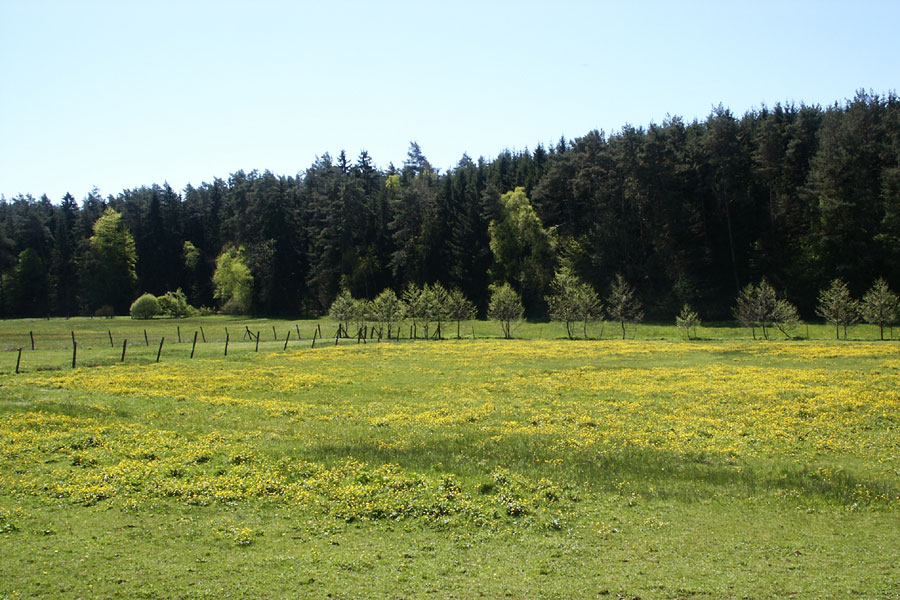
Dotterbloemgrasland nabij Ernsthausen, Duitsland

Het dotterbloemgrasland is een karteringseenheid in de Biologische Waarderingskaart (BWK) van Vlaanderen en het Brussels Hoofdstedelijk Gewest met als code 'hc'.
In de vegetatiekunde wordt dit biotoop vertegenwoordigd door het dotterbloem-verbond (Calthion palustris) en zijn onderliggende associaties, uit de klasse van matig voedselrijke graslanden (Molinio-Arrhenatheretea).
Het dotterbloemgrasland staat gewaardeerd als 'Biologisch zeer waardevol'.

## Naamgeving, etymologie en codering
- BWK-code: hc
- Syntaxoncode (Nederland): 16Ab Gewone en spindotterbloem-verbond (Calthion palustris)
- Natura 2000 code: 6410 - Grasland met Molinia op kalkhoudende, venige of lemige kleibodem (Molinion caeruleae) / 2190 - Vochtige duinvalleien
- Corine biotope: 37.2 Eutrophic humid grasslands / 37.2 - Prairies humides eutrophes
- Eunis Habitat Types: E3.41 Atlantic and sub-atlantic humid meadows

## Kenmerken
Dotterbloemgraslanden zijn te vinden op vochtige tot natte, matig voedselrijke, mineraal- en basenrijke bodems, vooral in beek- of riviervalleien, die 's winters kortstondig kunnen overstromen en ook in de zomer een hoge grondwaterstand kennen.
Door gradiënten in de kenmerken van de standplaats treden vaak overgangen naar andere vegetatietypes voor, zoals naar zuur laagveen (ms), moerasspirearuigte (hf), vochtige duinpannen (mp) of naar duingrasland.
Dottergraslanden zijn over het algemeen soorten- en bloemrijke graslanden met een zeer goed gestructureerde kruidlaag met zowel grassen, grasachtige planten en kruiden. De boom- en struiklaag zijn afwezig, en de moslaag is meestal beperkt.

## Verspreiding en voorkomen
Dotterbloemgraslanden vinden we in Vlaanderen verspreid over zowat alle provincies, met het zwaartepunt in de grotere riviervalleien zoals die van de Schelde, de Durme en de Demer, in het Hageland, in de Vlaamse Ardennen en in de Kempen. Daarbuiten is de verspreiding meestal beperkt tot natuurreservaten.

## Soortensamenstelling
Indicatieve soorten voor het dottergrasland zijn de naamgevende gewone dotterbloem, echte koekoeksbloem, brede orchis, gevleugeld hertshooi en tweerijige zegge, maar een aantal andere soorten komen zeer vaak voor in dottergraslanden, maar zijn er niet tot beperkt.
| Indicatief / Begeleidend | Nederlandse naam        | Wetenschappelijke naam | Opmerking | Afbeelding |
| ------------------------ | ----------------------- | ---------------------- | --------- | ---------- |
| I                        | Gewone dotterbloem      | Caltha palustris       |           |            |
| I                        | Echte koekoeksbloem     | Silene flos-cuculi     |           |            |
| I                        | Brede orchis            | Dactylorhiza majalis   |           |            |
| I                        | Gevleugeld hertshooi    | Hypericum tetrapterum  |           |            |
| I                        | Tweerijige zegge        | Carex disticha         |           |            |
|                          | Veldrus                 | Juncus acutiflorus     |           |            |
|                          | Bosbies                 | Scirpus sylvaticus     |           |            |
|                          | Gewone waterbies        | Eleocharis palustris   |           |            |
|                          | Scherpe zegge           | Carex acuta            |           |            |
|                          | Trosdravik              | Bromus racemosus       |           |            |
|                          | Holpijp                 | Equisetum fluviatilis  |           |            |
|                          | Lidsteng                | Hippuris vulgaris      |           |            |
|                          | Waterkruiskruid         | Pastinaca sativa       |           |            |
|                          | Moerasrolklaver         | Lotus pedunculatus     |           |            |
|                          | Kale jonker             | Cirsium palustre       |           |            |
|                          | Watermunt               | Mentha aquatica        |           |            |
|                          | Moerasvergeet-me-nietje | Myosotis scorpioides   |           |            |
|                          | Moeraswalstro           | Galium palustre        |           |            |
|                          | Egelboterbloem          | Ranunculus flammula    |           |            |
|                          | Pijptorkruid            | Oenanthe fistulosa     |           |            |